# 梅吕
梅吕（法語：Méru，法語發音：[meʁy]），法国北部城市，上法兰西大区瓦兹省的一个市镇，隶属于博韦区，其市镇面积为22.83平方公里，2022年1月1日时人口数量为14,091人，在法国城市中排名第669位。
梅吕位于瓦兹省南部偏西，A16高速公路和连接巴黎和博韦的铁路由此通过。

## 地名来源

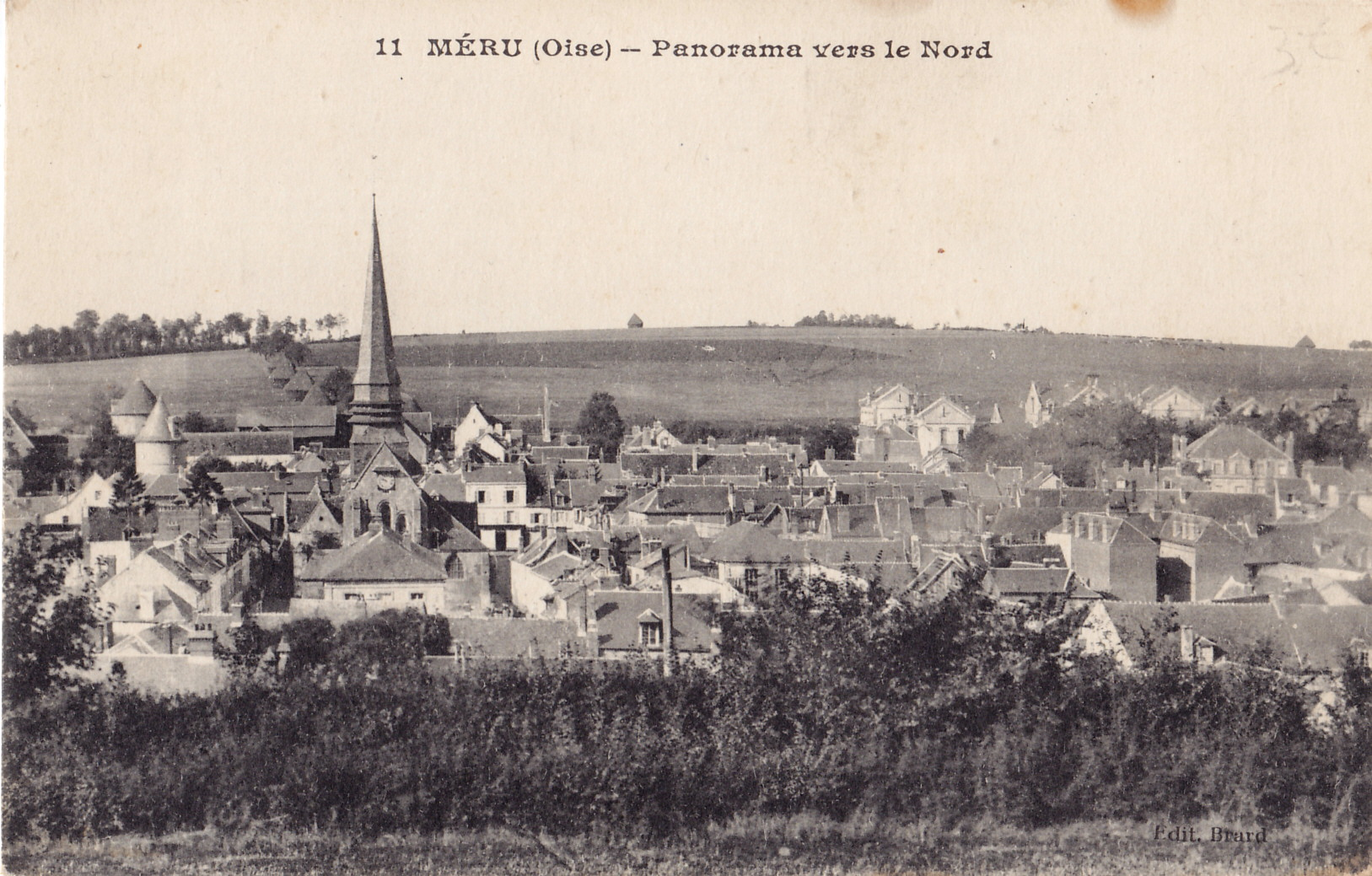
20世纪初的梅吕

“梅吕”一名最初于公元626年以“villa Matrius”的形式被记载，其中“Matrius”可能来源于人名“Matrius”。

## 历史
梅吕历史上长期为一处普通村落，中世纪末期为蒙莫朗西家族的一处领地。法国大革命后，梅吕成为瓦兹省的一个市镇。工业革命期间，途径梅吕的埃皮奈-维勒塔讷斯－勒特雷波尔-梅尔斯铁路建成通车，当地出现了珍珠配饰加工厂。1963年，拉尔迪耶尔整体并入梅吕市镇范围。1967年5月11日，位于梅吕的罗谢尔工厂（Usine Rochel）发生爆炸事故，造成3人遇难、49人受伤。

## 地理

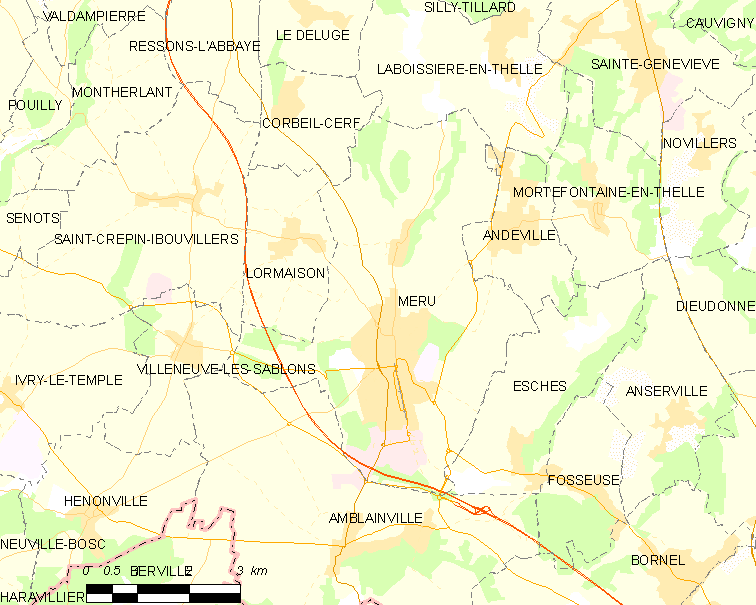
梅吕市镇范围地图

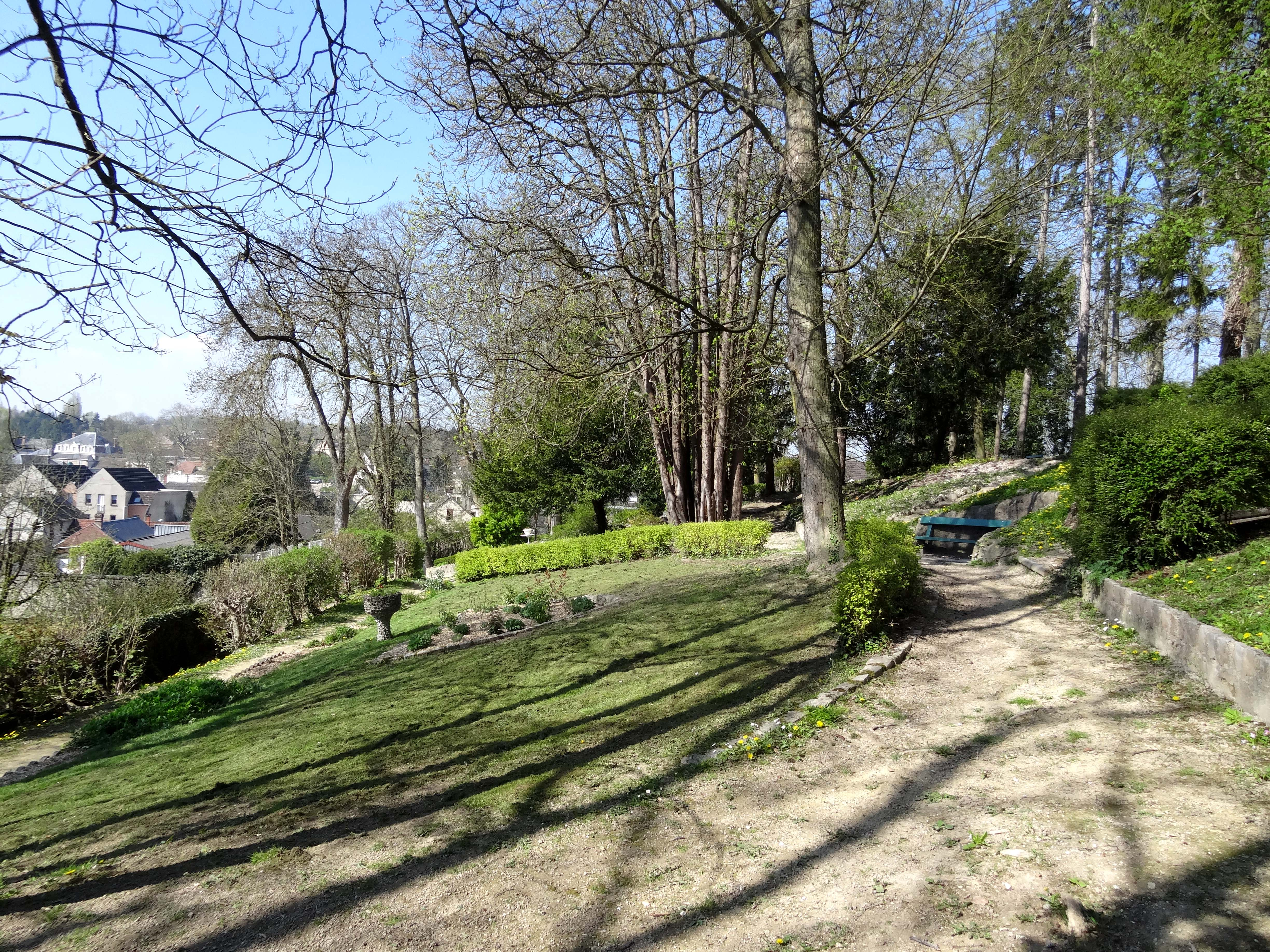
梅吕附近的绿地

梅吕位于法国北部，上法兰西大区西南部和瓦兹省南部偏西，距离省会博韦大约24公里。与梅吕接壤的市镇包括：昂布兰维尔、昂德维尔、科尔贝伊塞尔、埃什、泰勒地区拉布瓦西耶尔、洛尔迈松、萨布隆新城、圣克雷潘-伊布维莱尔。

### 地形
梅吕位于法兰西韦克桑东北部，境内以浅丘为主，市镇中心位于一处地势较为平坦的河谷之中，全境海拔在72到184米之间。

### 水文
埃什河自北向南流经境内，该河是瓦兹河的右岸支流，属于塞纳河水系。

### 植被
梅吕属于温带阔叶混交林区，市区东西两侧有天然森林分布。
在鲜花城市的评比中，梅吕暂未被评级。

### 气候
梅吕在柯本气候分类法中属于温带海洋性气候。

## 行政区划
梅吕是法国上法兰西大区瓦兹省的一个市镇，编号为60395。梅吕隶属于博韦区和瓦兹省第三选区，管理梅吕县，同时也是莱萨布隆市镇公共社区的组成部分。
法国国家统计与经济研究所（简称）在进行数据统计时，将梅吕单独设为梅吕城市核心区，并将包括核心区在内的周边共1794个市镇划为巴黎城市区。自2020年起，巴黎城市区被包含1,949个市镇的巴黎城市辐射区代替。此外，还将梅吕市镇分为了6个“块区”（IRIS），以便于统计人口分布情况。

## 交通

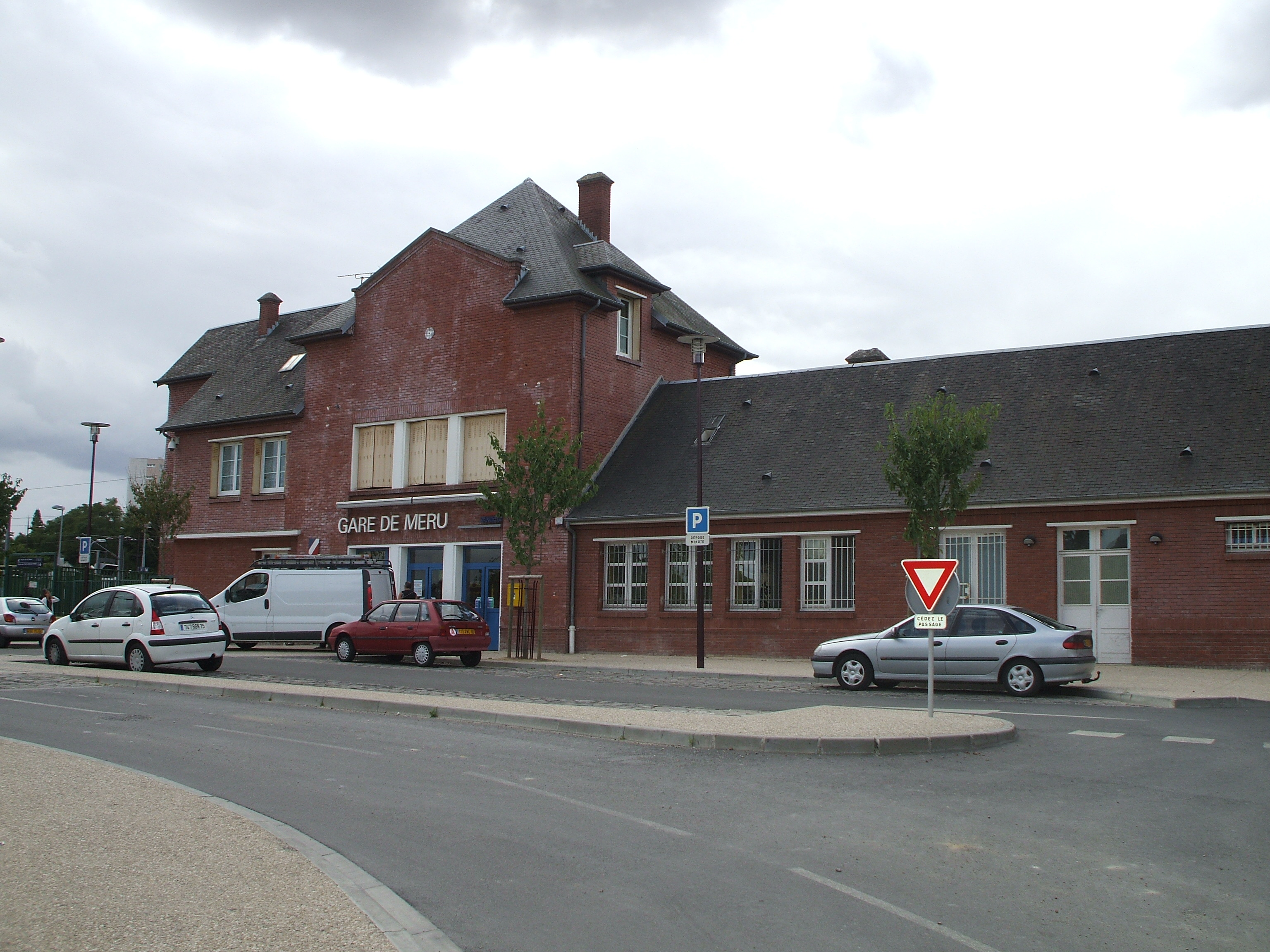
梅吕火车站

### 公路
A16高速公路经过梅吕市区南部和西部，通过13号出入口连接市区；此外多条瓦兹省省道在梅吕境内交汇，上法兰西大区下属的城际客运提供巴士线路，可前往周边部分市镇。
2018年，76.4%的梅吕家庭拥有至少一辆私人汽车。2019年，梅吕境内共发生各类交通事故10起，造成11人受伤。

### 铁路
梅吕位于埃皮奈-维勒塔讷斯－勒特雷波尔-梅尔斯铁路上。梅吕站位于市区中南部，停靠往返于巴黎和博韦一线的区域列车。

### 航空
距离梅吕最近的民用航空站为博韦-蒂耶机场，距离梅吕市中心的公路里程约30公里。

### 城市公共交通
梅吕城市公共交通（商业名称为）是当地的城市公共交通系统。截至2021年12月，该系统共包括4条公交线路，路网覆盖了梅吕市区内的主要街道和居民区。

## 政治

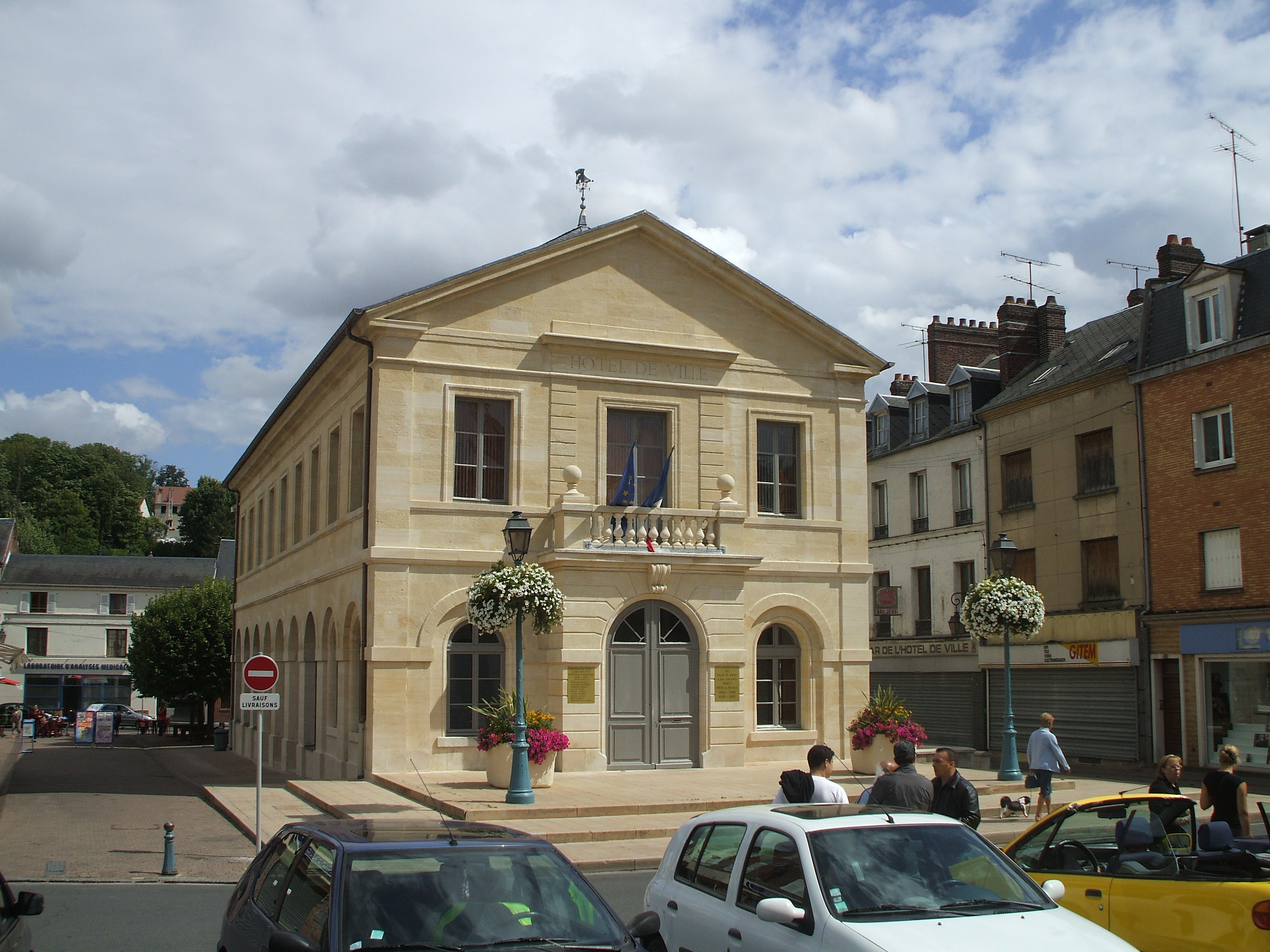
梅吕市政厅

梅吕的现任市长为娜塔莉·拉维埃女士（Nathalie Ravier），她是一名右翼无党派人士，在2020年的市政选举中获得了100%的支持率（无其他候选人）。
在2017年的法国总统大选中，法国第25任总统埃马纽埃尔·马克龙在梅吕获得了62.74%的支持率。

## 人口
2018年，梅吕市镇人口数量为14,609，在法国排名第669位。其中男性7,106人，女性7,503人，75岁及以上人口占4.9%，外籍人口数量为3,488人，人口密度为640人/平方公里，当地居民被称为（男性）或（女性）。2019年，梅吕境内出生201人，死亡人口126人。
| 年份   | 1936  | 1946  | 1954  | 1962  | 1968  | 1975  | 1982   | 1990   | 1999   | 2006   | 2011   | 2016   | 2018   |
| ------ | ----- | ----- | ----- | ----- | ----- | ----- | ------ | ------ | ------ | ------ | ------ | ------ | ------ |
| 人口數 | 5,034 | 4,787 | 5,076 | 5,435 | 6,497 | 8,649 | 11,436 | 11,928 | 12,712 | 12,651 | 13,650 | 14,640 | 14,609 |

## 经济
截止2021年12月，梅吕共有各类用人单位（包含自雇）1,303家，平均历史为12年，其中98.41%为中小型企业（PME）。（机械生产）、（快速物流）及（卡车租赁）是当地2020年营业额最高的三个企业，分别为20,788,622欧元、8,934,302欧元和8,449,722欧元。

## 财政与居民收入
2019年，梅吕的财政收入总额为18,482,200欧元，财政支出总额为16,902,000欧元，当年的债务总额为12,169,200欧元。2021年，梅吕共获得4,286,661欧元的国家财政补助，比上一年减少了0.19%。
2019年，梅吕的人均月收入总额为2,179欧元，其中高级职员为3,905欧元，低于法国平均水平（4,230欧元）；中级职员为2,435欧元，高于法国平均水平（2,411欧元）；普通职员为1,786欧元，高于法国平均水平（1,740欧元）。
2018年，梅吕境内的青壮年（15至64岁）失业率为18.1%，当地40.5%的家庭拥有纳税资格，平均纳税2,201欧元，低于法国平均水平（3,910欧元）。

## 社会事务

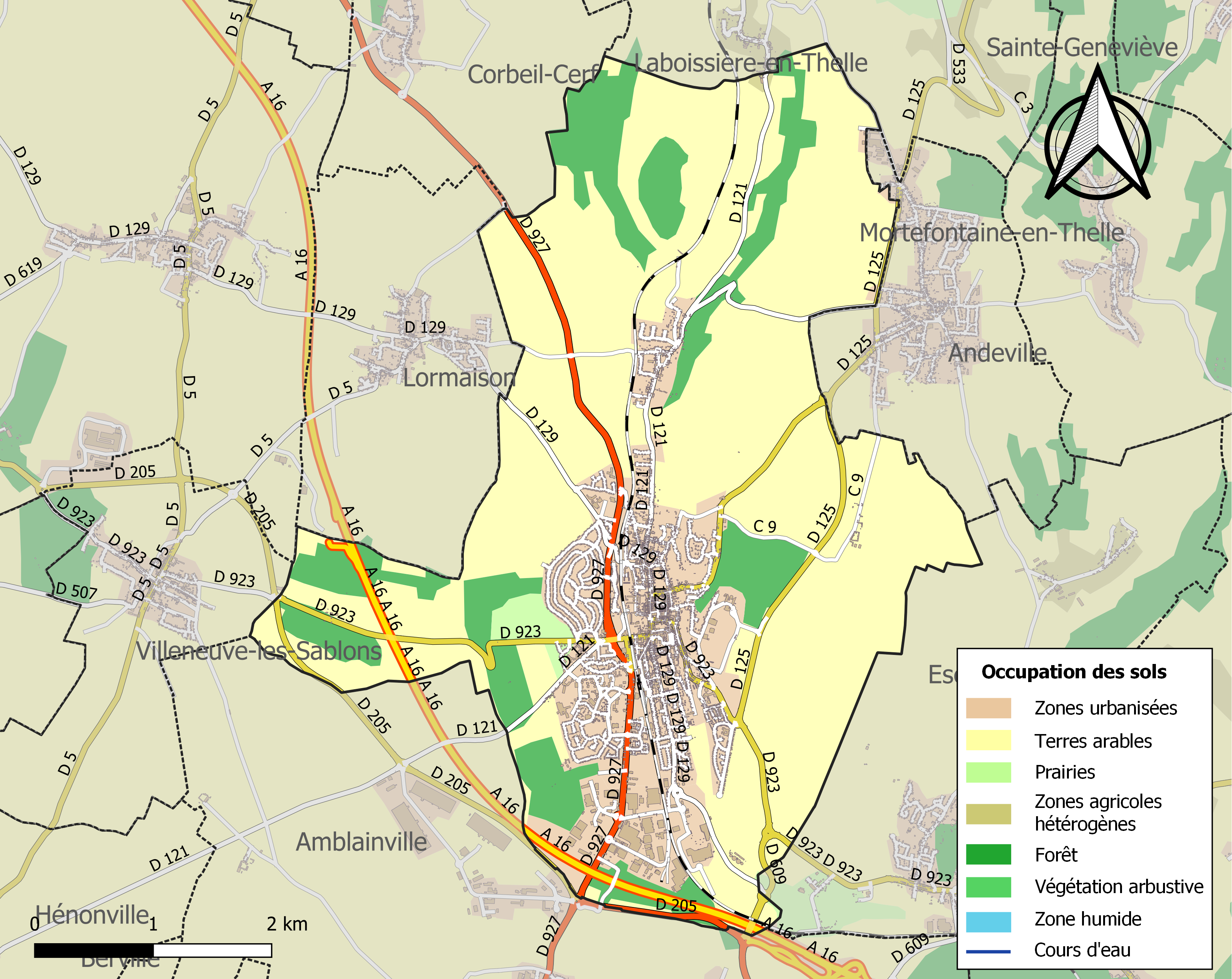
梅吕土地利用情况地图

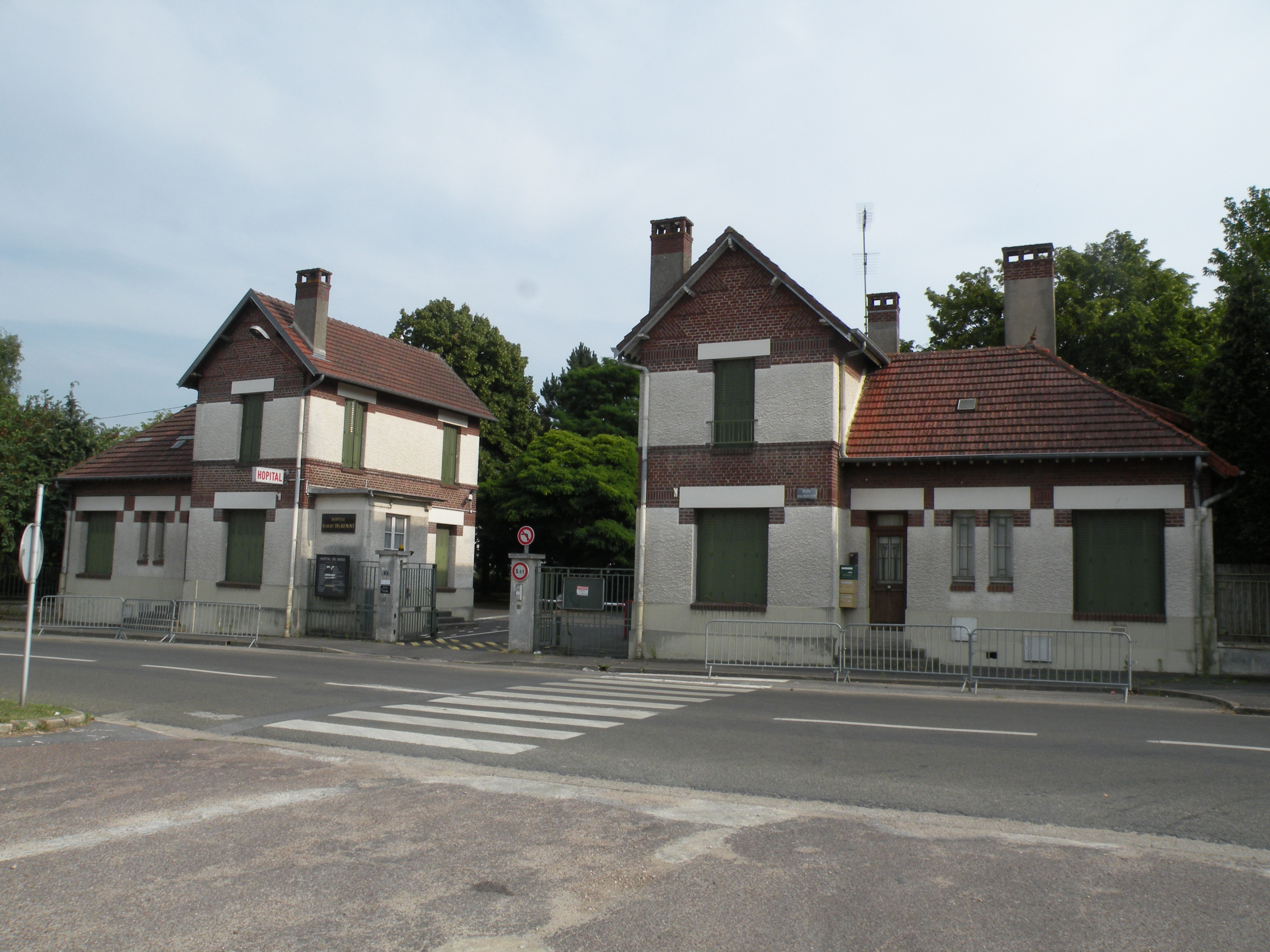
梅吕养老院

### 教育
梅吕属于亚眠学区。截止2020年1月1日，梅吕境内共有4所幼儿园、7所小学、3所初级中学、1所普通高中和1所职业高中。2018至2019学年度，梅吕境内共有在校中等教育阶段学生2,253名。

### 医疗
截止2020年1月1日，梅吕境内共有全科医生9名、保健师5名、牙医6名、护士14名、耳科医生1名、眼科医生2名、助产士1名和儿科医生1名。境内共有药房5家、养老院3家。
距离梅吕最近的区域性医疗机构为瓦兹河门-卡尔内勒医疗集团（Groupe Hospitalier Carnelle Portes de l'Oise），其主病区位于瓦兹河畔博蒙，距离梅吕市区，该院设有床位729个。

### 住房
2018年，梅吕境内共有各类住房5,610套，其中59.6%为独立式居民区，39.9%为集中式居民区。常住房屋占梅吕市镇范围内居民建筑总量的92.7%。
在住房保障政策方面，2020年，梅吕境内共有1,339户家庭获得了住房经济补助，受益人数占总人口数量的9.2%，其中1,199份为房租补助。

### 商业
2019年，梅吕境内共有各类实体商铺308家，其中餐厅46家、大型超市5家、杂货店5家、面包房7家、肉铺3家、书店2家、银行门店11家、美容美发店19家、汽车维修店25家。市区X部建有大型开放式商业街区。

### 体育
2020年，梅吕境内共有1家游泳池、5间体育馆、1座综合体育场、3处网球场、3处足球或橄榄球场以及2处篮球或排球场。
截至2021年12月，梅吕-桑德里库尔体育联盟（US Méru Sandricourt Football）是当地唯一的注册足球队，成立于1927年，2021至2022赛季参加上法兰西大区足球联赛。

### 环境
梅吕的环境事务由其所属的公共社区负责。2019年，梅吕境内共有5家污染企业。

### 治安
2019年，梅吕市镇范围内有1处宪兵队。
梅吕所在地是博韦宪兵总队的管辖范围。2020年，该宪兵总队辖区内共114个市镇累计发生各类案件4,539起，其中盗窃类案件2,274起，经济类案件594起，毒品交易类案件227起。

## 文化
2020年，梅吕境内共有1家电影院和1家博物馆。梅吕市政府提供多媒体中心，向公众全年开放。

### 建筑
梅吕境内有多处历史建筑，其中珍珠板博物馆、圣吕西安教堂、梅吕城堡等为当地的地标性建筑物。

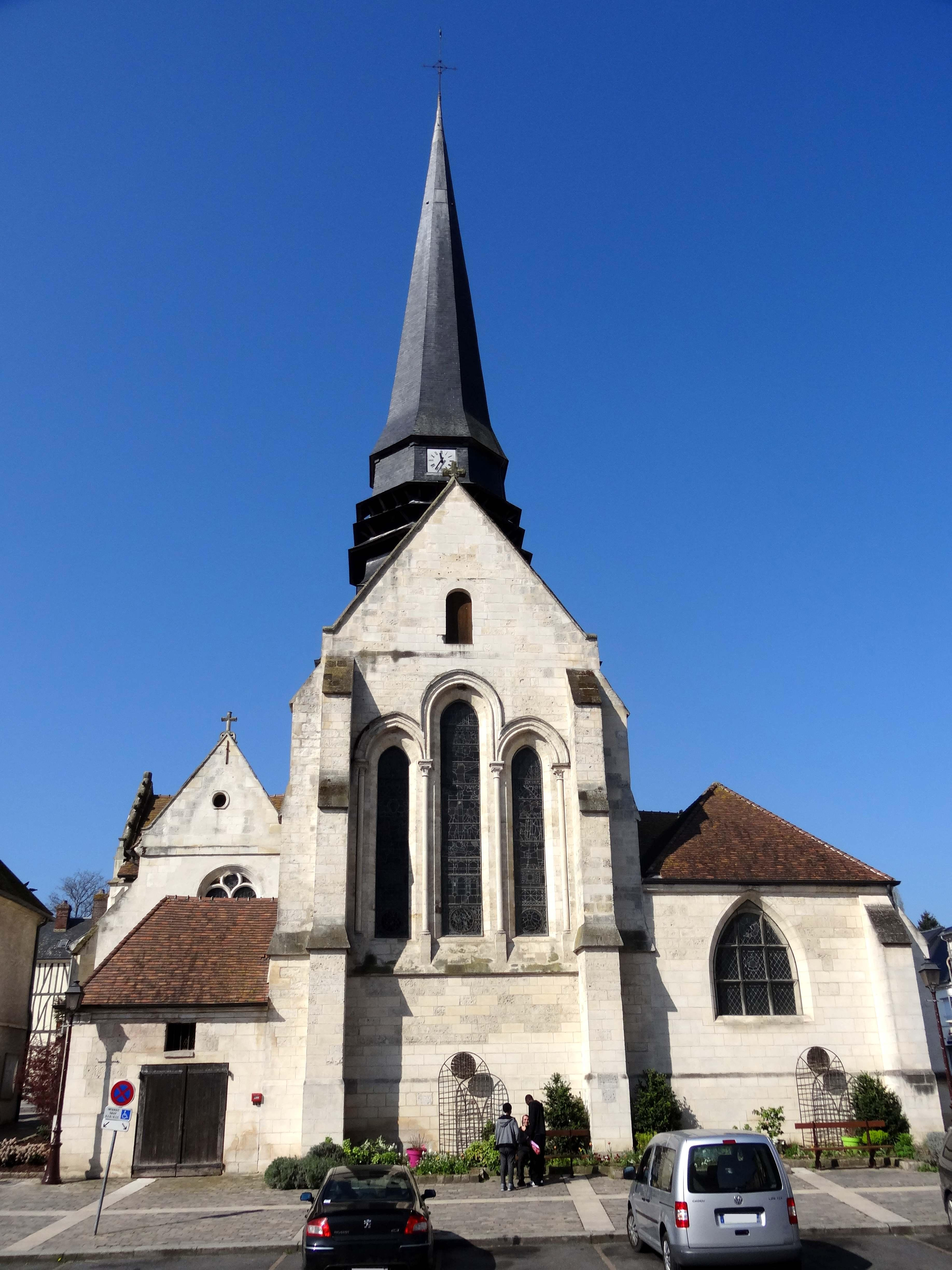
圣吕西安教堂（法语：Église Saint-Lucien de Méru）
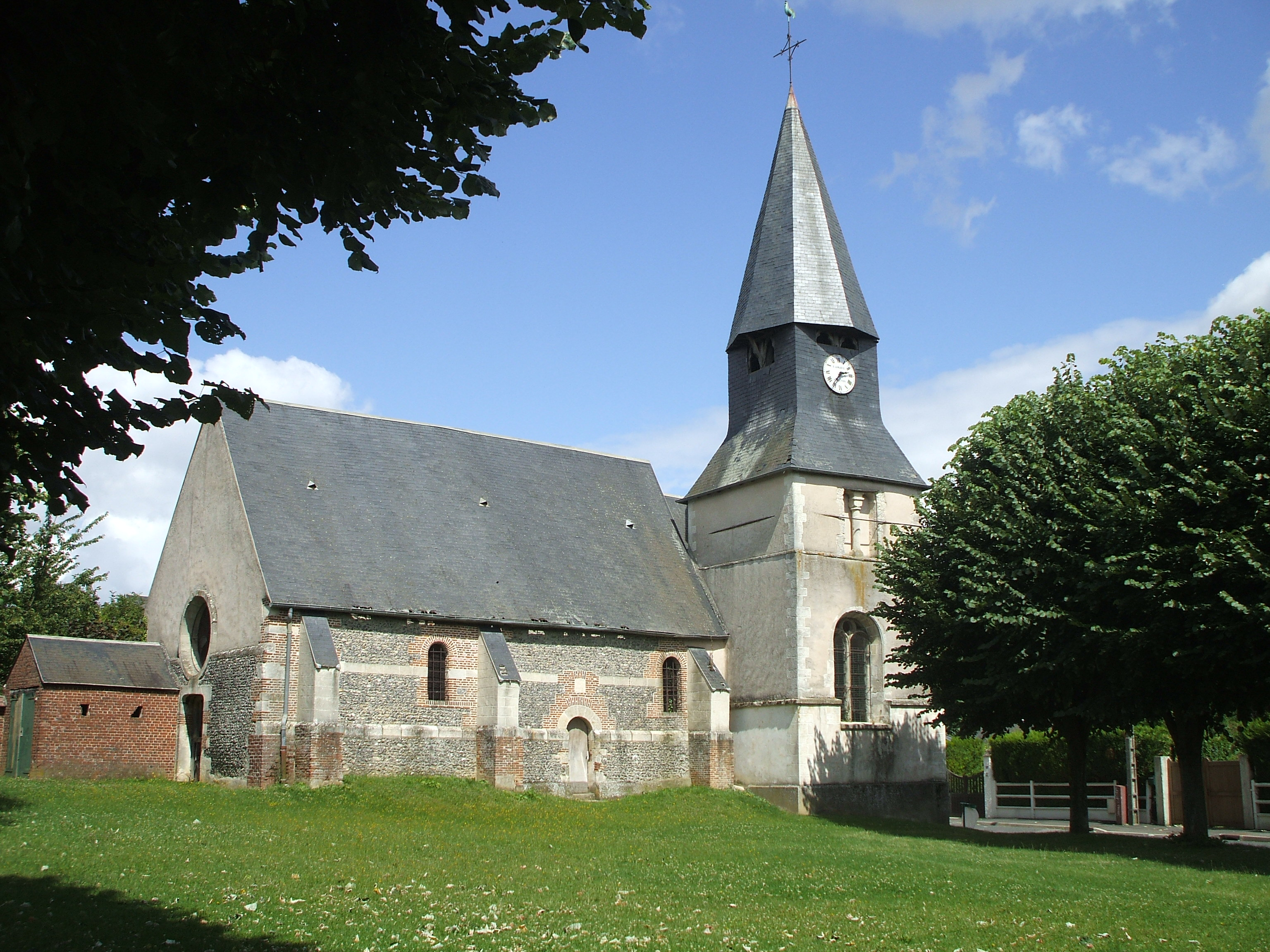
拉尔迪耶尔教堂
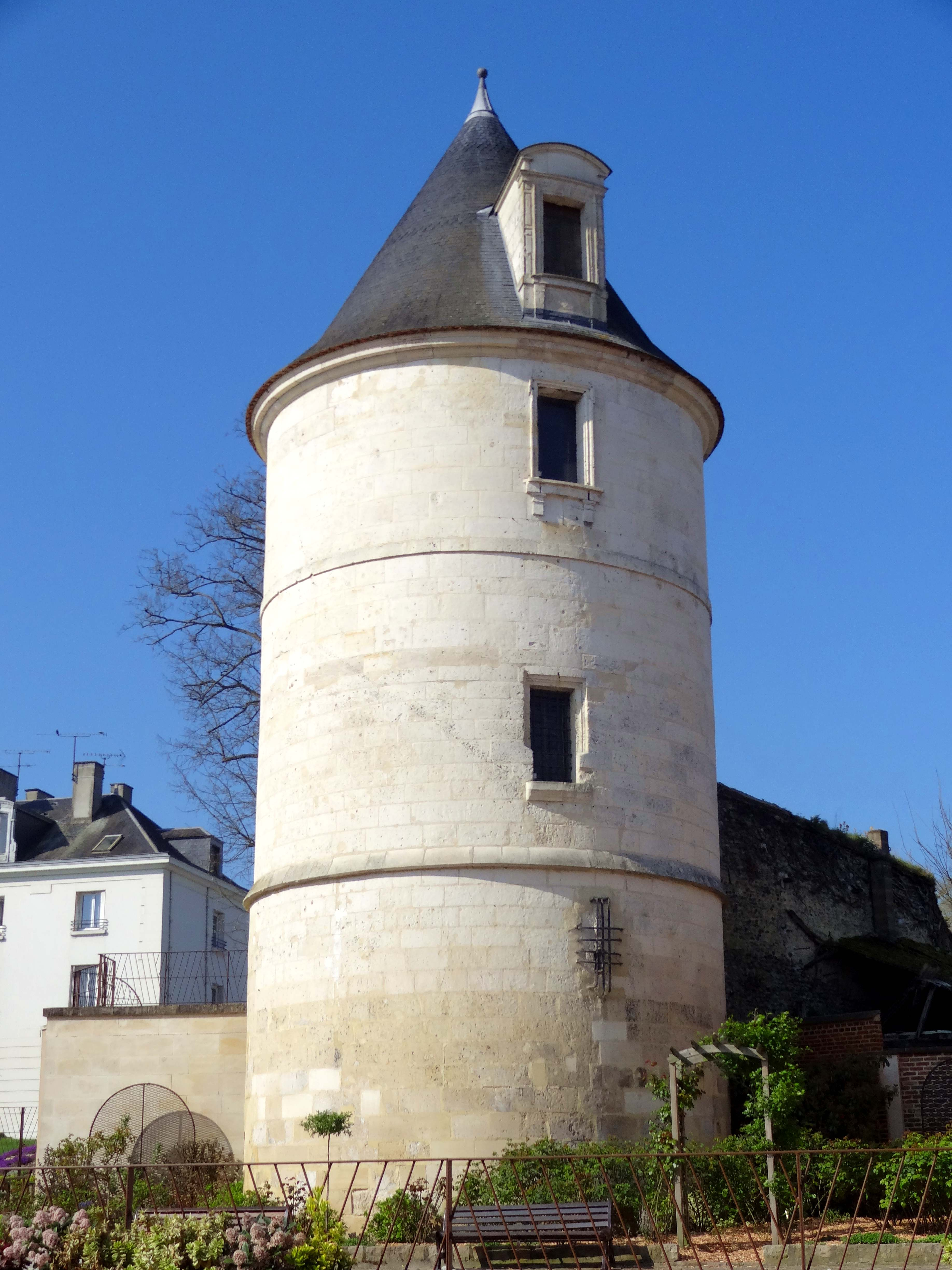
梅吕城堡（法语：Château de Méru）
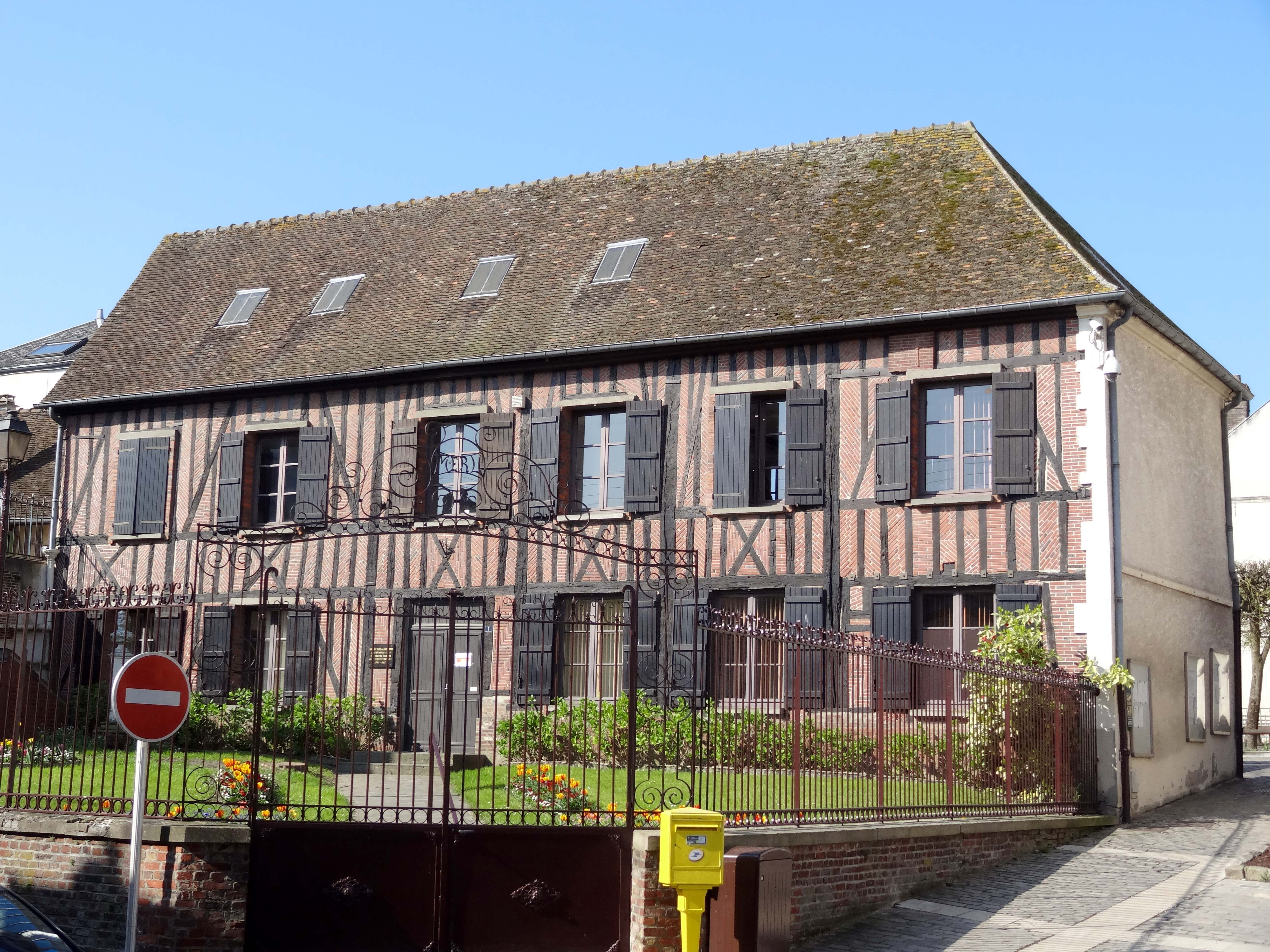
教士楼
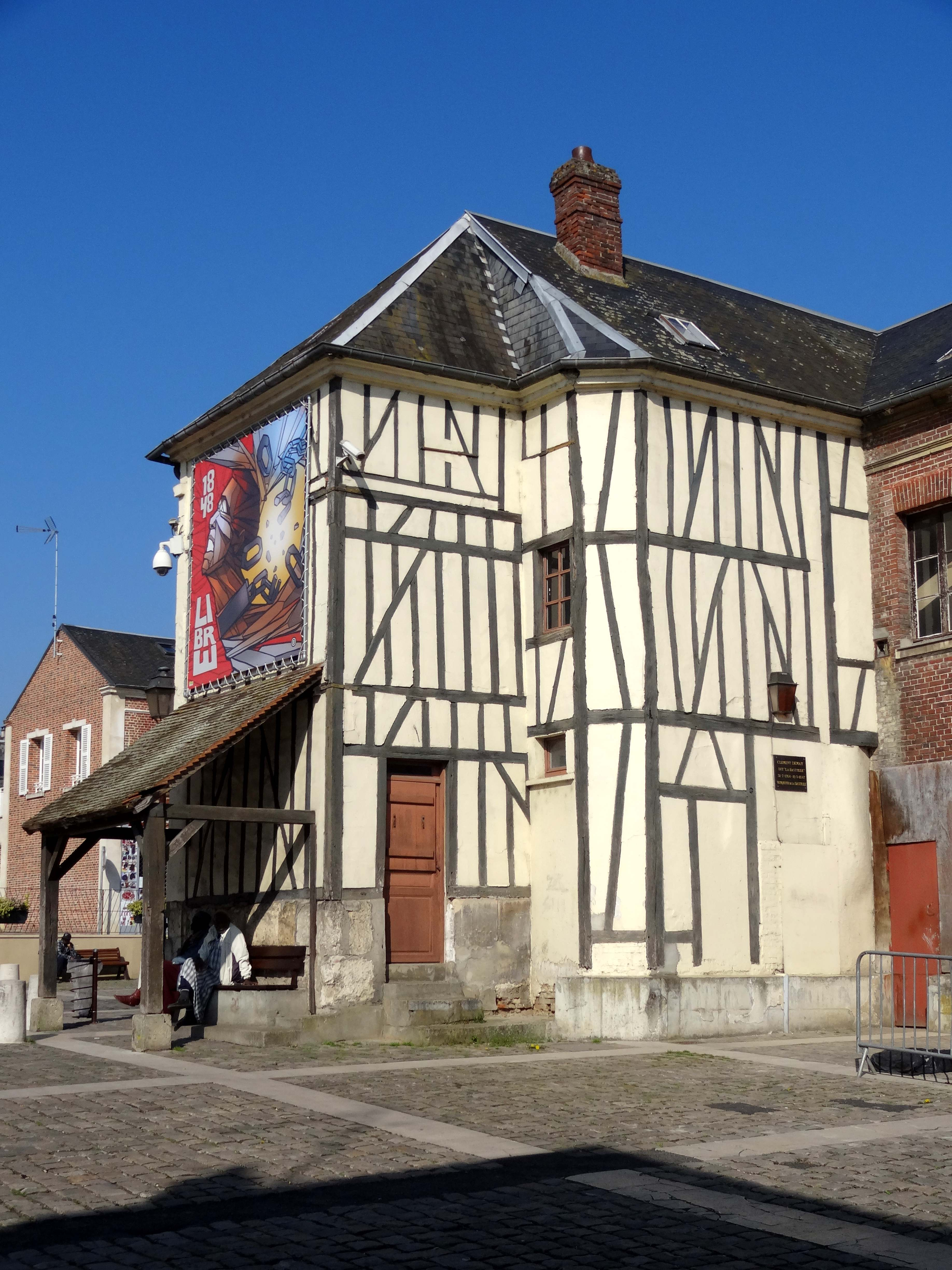
民居
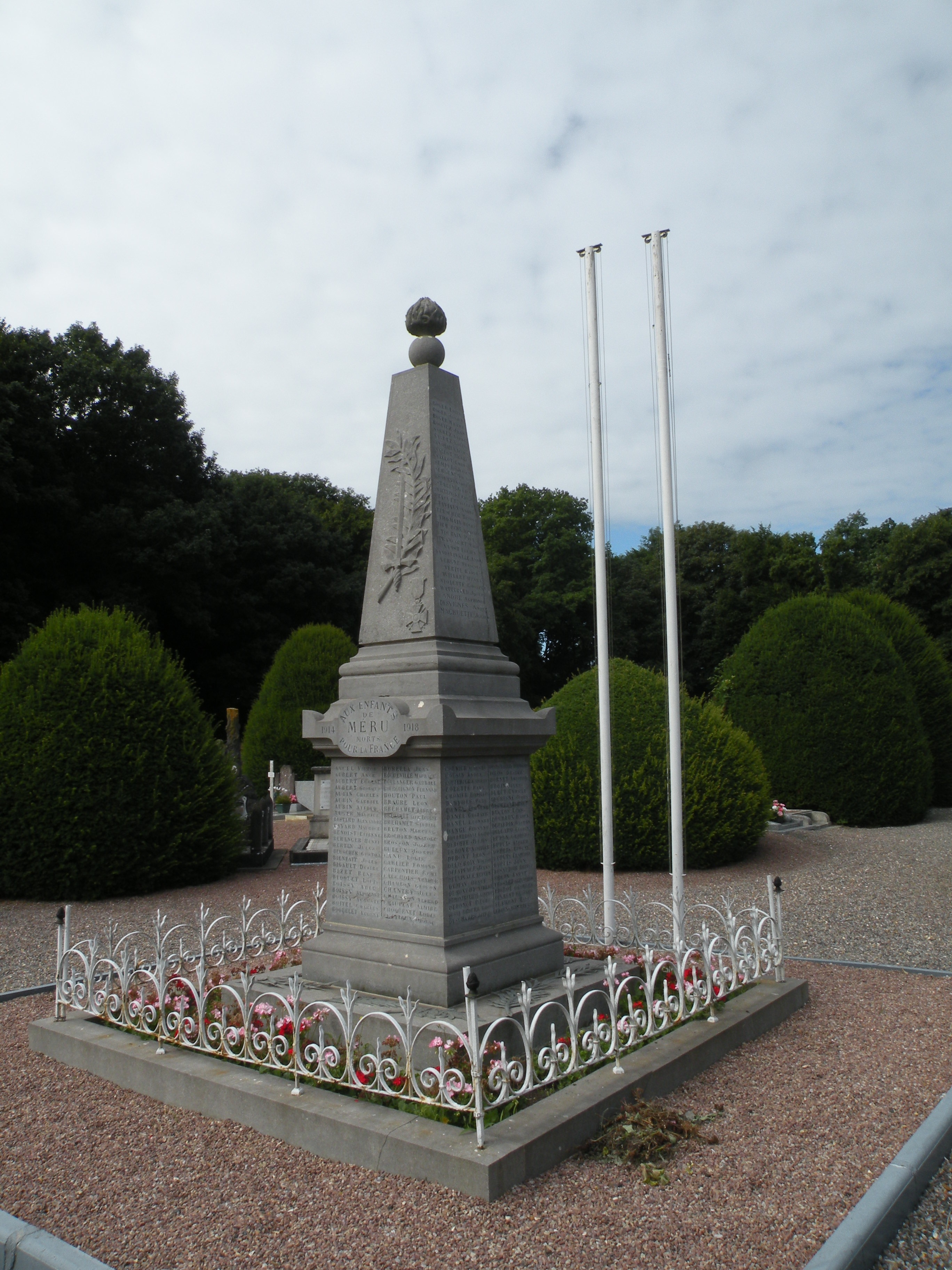
烈士纪念碑
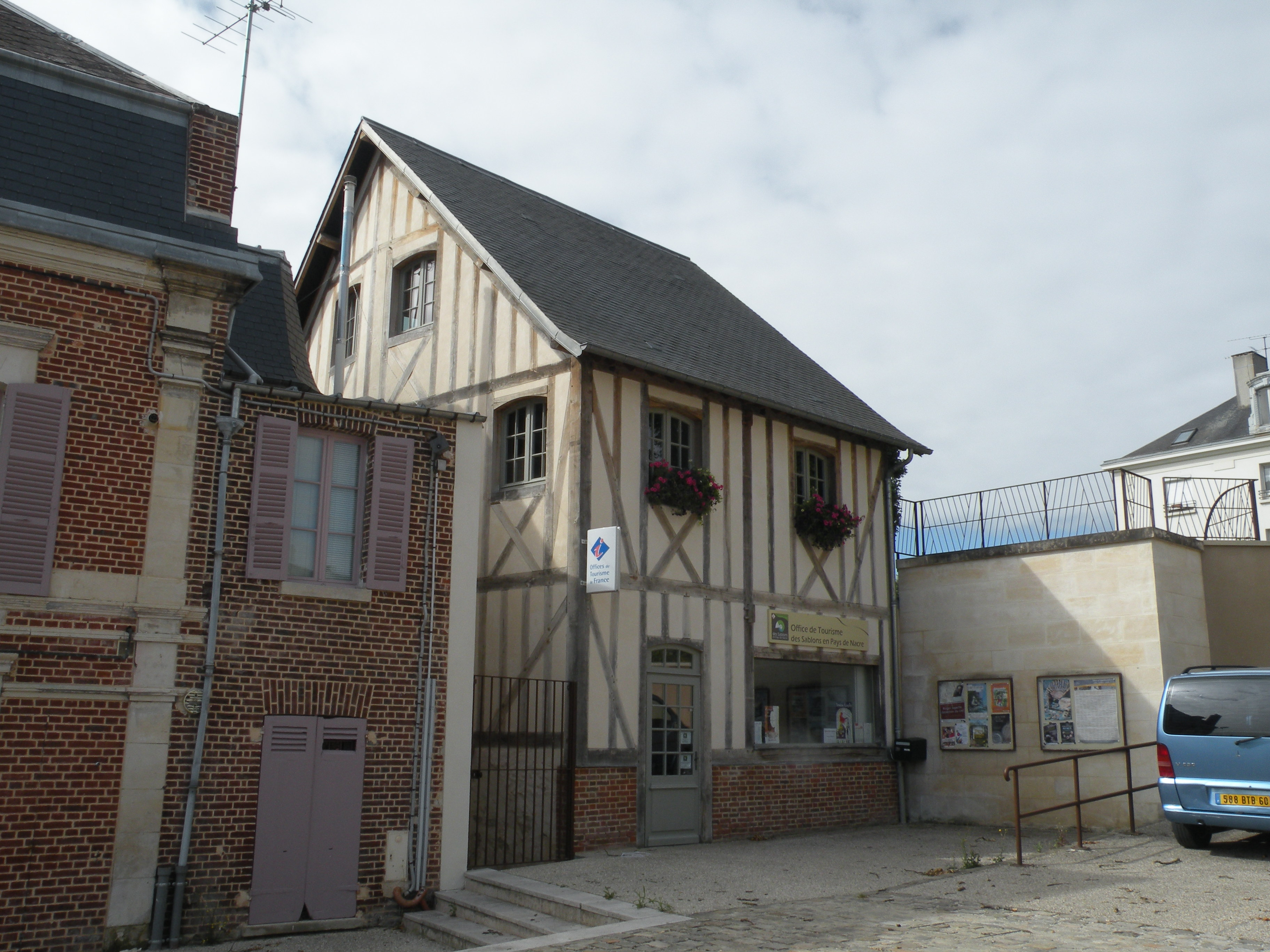
游客中心
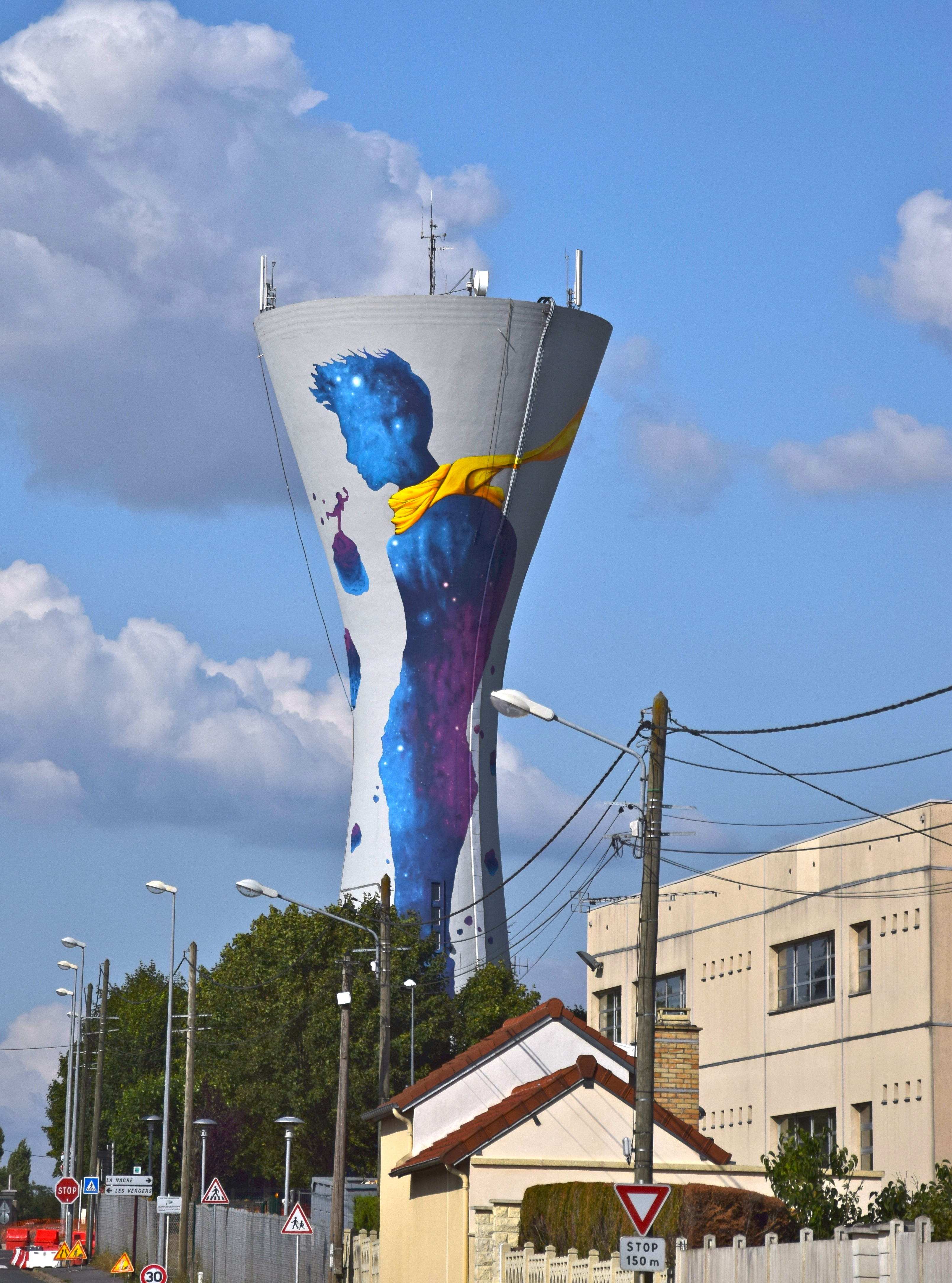
水塔

### 旅游
梅吕的旅游事务由其所属的公共社区负责。2021年，梅吕境内共有1家酒店共计22间房间。

### 媒体
法国主要的媒体均可在梅吕接收，法国电视三台下属的上法兰西大区频道在部分时段播出梅吕所属区域的地方新闻。

## 友好城市
截至2021年12月，梅吕共与两座城市互为友好城市关系：
- 德国 博尔肯
- 波蘭 Izabelin